# Harput

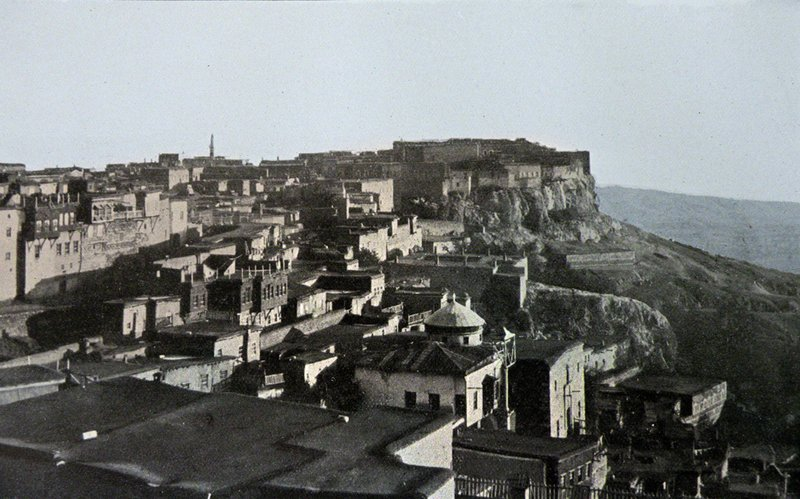
Vista de Harput en 1896

Harput (también llamada Karput, Kharput o Kharpert; en armenio: Խարբերդ) es una antigua ciudad del Imperio otomano situada en Anatolia oriental que perteneció al Valiato de Mamuret-ul-Aziz en los momentos finales del imperio. Se encuentra en la actual provincia de Elazığ. En la zona se encontraron artefactos pertenecientes al año 2000 a. C. La ciudad es famosa por el castillo de Harput y alberga un museo, una iglesia, mezquitas antiguas y la cueva de Buzluk (de hielo). 
Kharpert/Harput era una región poblada en gran medida por armenios en la  Armenia occidental de la época medieval. El antiguo Reino de Sofene y más tarde la provincia armenia de Sofene se asentaron en la Kharpert medieval. Kharpert se encuentra a 1126.5 km de Estambul aproximadamente.

## Antecedentes
El nombre Kharput es de origen armenio; proviene del armenio Kharberd o Karberd, formado a partir de "berd", que significa castillo.
Harput era una antigua ciudad fortaleza de Urartu que los armenios establecieron como su capital en el siglo X, hasta que los otomanos la tomaron en 1515.
Harput se originó a partir de una base militar durante la segunda ocupación bizantina de la región, después de 938. Se construyó una imponente fortaleza sobre un amplio afloramiento rocoso que dominaba el valle desde el sur. Alrededor de la fortaleza se formó un pueblo con pobladores de origen fundamentalmente armenio y sirio procedentes de pueblos cercanos, así como de la ciudad de Arsamosata más al este. A finales del siglo XI Harput había eclipsado a Arsamosata, convirtiéndose en el principal asentamiento de la región. Alrededor de 1085, un señor de la guerra turco llamado Çubuk conquistó Harput y fue nombrado como su gobernante por el sultán selyúcida Malik-Shah I. La Gran Mezquita de Harput fue construida frente a la ciudadela por Çubuk o su hijo (atestiguado como gobernante de Harput en 1107).
El primer gobernante artúquida de Harput fue Balak, el cual estaba emparentado con los gobernantes artúquidas de Mardin y Hasankeyf, pero no formaba parte directamente de ninguna de las familias gobernantes. Balak murió joven, en 1124, y los artúquidas de Hasankeyf tomaron el relevo. Más tarde, Imad ad-Din Abu Bakr, un príncipe artúquida que previamente había intentado usurpar el trono de Hasankeyf, obtuvo el control de Harput. Harput siguió siendo un principado artúquida independiente hasta 1234, cuando fue conquistado por los selyúcidas. Fue durante el período artúquida cuando la antigua población de Arsamosata fue absorbida completamente por Harput. A principios de la década de 1200, uno de los príncipes artúquida podría haber reconstruido por completo la ciudadela. En el período posterior del dominio selyúcida no se construyó mucho en Harput.
Desde mediados del siglo XIV hasta 1433, Harput pasó a formar parte del Beilicato de Dulkadir. Fue una de las principales ciudades del beilicato, y la ciudadela fue nuevamente reconstruida durante este período. El Ak Koyunlu gobernó Harput desde 1433 hasta 1478; la esposa del gobernante Ak Koyunlu, Uzún Hasán, una cristiana griega de Trebisonda, vivió aquí con su séquito griego. El dominio otomano de Harput comenzó en 1515. Bajo los otomanos, Harput siguió siendo un próspero centro industrial, con prósperas industrias de tejido de seda y fabricación de alfombras, y albergó muchas madrasas. En el siglo XIX, se estableció una escuela misionera estadounidense cerca de la ciudadela, que proporcionó educación principalmente a los armenios. También había una escuela misionera francesa.
En 1834, sin embargo, los gobernadores del Sanjacato de Harput trasladaron su residencia a la ciudad de Mezre, en la llanura al noreste, y parte de la población de Harput se trasladó con ellos. En 1838 se construyó un cuartel en Mezre como base local contra Mehmet Alí de Egipto. En 1879, Mezre se convirtió en una gran ciudad llamada Mamuret el-Aziz, que se acabaría convirtiendo en la moderna Elaziğ.
 

El relato del Rdo. Dr. Herman N. Barnum sobre Harput en el siglo XIX nos dice lo siguiente: 
La ciudad de Harput tiene una población de quizá 20000, y está localizada unas pocas millas al este del río Eufrates, cerca de la latitud treinta y nueve, y al este de Greenwich unos treinta y nueve grados. Está en la cara sur de una montaña, con una llanura muy poblada 1200 pies por debajo. Los montes Tauro se encuentran más allá de la llanura, a unas 12 millas. Las montañas Antitauro se encuentran unas cuarenta millas al norte, a la vista desde la cresta de atrás de la ciudad. La población de los alredadores son principalmente agricultores, y todos viven en pueblos. Ninguna ciudad en Turquía es el centro de tantos poblados armenios, y la mayoría de ellos son grandes. Se pueden contar cerca de treinta desde distintas partes de la ciudad. Esto convierte a Harput en un centro misionero muy favorable. Quince estaciones externas se encuentran en un radio de diez millas de la ciudad. El campo de Arabkir, al oeste, se unió a Harput en 1865, y el año siguiente... la mayor parte del campo de Diyarbakir al sur; de modo que ahora los limites de la estación de Harput abrazan un distrito aproximadamente un tercio de grande como Nueva Inglaterra. Harput se vio afectado por las masacres hamidianas en la década de 1890.
Alrededor de 1910 el tiempo de viaje desde Constantinopla (ahora Estambul) a Harput era de unos tres días en tren y seguidos por 18 días a caballo.

## Atractivos

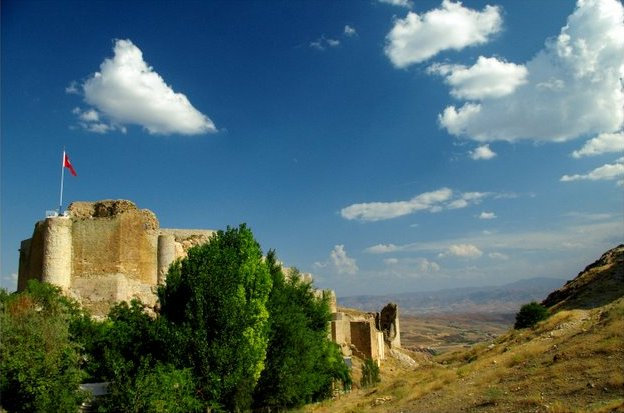
Harput Kalesi (castillo de Harput)

- Harput Kalesi (astillo de Harput)
- Mezquitas históricas (Cami en turco), iglesias y santuarios (Türbe en turco). 
  - Ulu Camii : construido por el sultán artúquida Fahrettin Karaaslan en 1156. Es una de las estructuras más antiguas e importantes de Anatolia.
  - Sarahatun Camii (también conocido como Sarayhatun Cami): Construido por Sara Hatun, madre del sultán Ak Koyunlu (Turcomanos de la Oveja Vlanca) Bahadır Han (también conocido como Uzún Hasán), en 1465 como una pequeña mezquita. Fue renovada en 1585 y 1843.
  - Kurşunlu Camii : Construido entre 1738 y 1739 en Harput durante la era otomana.
  - Alacalı Camii.
  - Ağall Camii : construido en 1559.
  - Arap Baba Mescidi ve Türbesi : Construido durante el reinado del sultán selyúcida Gıyaseddin Keyhüsrev III (hijo de Kılıçarslan IV) en 1279. El santuario contiene un cuerpo momificado que se conoce como Arap Baba entre los comunes.
  - Fetih Ahmet Baba Türbesi (Santuario de Fetih Ahmed).
  - Mansur Baba Türbesi.
  - Iglesia de María.
  - Centro comunitario de cultura Sefik Gul.

## Consulado estadounidense
El consulado de los Estados Unidos se inauguró el 1 de enero de 1901, con el Dr. Thomas H. Norton como cónsul. Norton no tenía experiencia previa en relaciones internacionales, ya que Estados Unidos estaba estableciendo recientemente su red diplomática. El consulado se estableció para ayudar a los misioneros. El Ministerio de Seguridad Interior otomano le otorgó un permiso de viaje tezkere, pero el Ministerio de Relaciones Exteriores otomano se negó inicialmente a reconocer el consulado.  
El edificio tenía tres pisos, un muro y un jardín con moreras.
Leslie A. Davis se convirtió en cónsul de Harput en 1914 y abandonó su cargo en 1917 tras el cese de las relaciones entre el Imperio Otomano y Estados Unidos; Davis afirmó que esta misión era «una de las más remotas e inaccesibles del mundo».

## En la ficción
Es el escenario del romance La masseria delle allodole de Antonia Arslan sobre el genocidio armenio y también es el lugar de nacimiento de su propio abuelo.

## Genocidio armenio
Dos testigos oculares escribieron informes sobre el genocidio en Harput. Uno de ellos es el Henry H. Riggs, el ministro congregacional y misionero del ABCFM que había sido el director del Euphrates College, un colegio local fundado y dirigido por misioneros estadounidenses para la mayoría de la comunidad armenia de la región. Su informe fue documentado y enviado a los Estados Unidos, y luego publicado bajo el título Days of Tragedy in Armenia, 1997. ☃ El segundo testigo ocular fuLeslie A. e Davis. Davis escondió a unos 80 armenios en los terrenos del consulado.